# علی‌آباد ۲ (بم)
علی‌آباد ۲ یک منطقهٔ مسکونی در ایران است که در دهستان حومه واقع شده‌است. براساس سرشماری مرکز آمار ایران در سال ۱۳۹۵، علی‌آباد ۲ ۲۳ نفر جمعیت دارد.